# Французская почта в Османской империи
Французская почта в Османской империи — совокупность принадлежавших Франции почтовых отделений, работавших в разных городах Османской империи (в странах Леванта) в период с 1812 (или 1820-х) по 1923 год.

## История
Франция была одним из девяти государств, которые заключили с Османской империей капитуляции, предоставившие им различные права экстерриториальности в обмен на возможность вести торговлю. В отношении почты целью этих государств было налаживание связи между своими коммерческими предприятиями и их агентами по всему Ближнему Востоку. Первый такой договор Франция и Османская империя подписали в 1500 году. Эта система была прекращена с подписанием Лозаннского договора в 1923 году.
По некоторым сведениям, французская почтовая служба появилась в Константинополе в 1799 году, но лишь на несколько месяцев. В любом случае её долговременное существование в тот период было невозможно, поскольку Франция находилась в состоянии войны с Османской империей. Первое постоянное почтовое отделение открылось в Константинополе в 1812 году или, по другим данным, уже в 1820-е годы, однако в 1827 году французские отделения были закрыты из-за греческой войны за независимость. Они стали восстанавливать свою работу лишь начиная с 1835 года.
Первая мировая война привела к закрытию всех французских почтовых отделений 13 октября 1914 года. После войны вновь открылось только почтовое отделение в Константинополе, которое работало с августа 1921 года по июль 1923 года.

## Выпуски марок

### Марки Франции
С введением марок в практику почтовой связи во французских отделениях вначале — в период с 1857 по 1885 год — использовались обычные почтовые марки Франции. Номинал на них был указан в сантимах и франках, вместо местных пиастров, и они гасились ромбовидными штемпелями с точечным рисунком и номерным обозначением почтового отделения.

#### Гашение марок Франции
Первое время французские почтовые отделения в Османской империи применяли для гашения почтовых марок Франции ромбические штемпели с цифрами малого размера, а впоследствии — штемпели с цифрами большого размера.
Ниже приведены почтовые отделения (ПО), открытые в период 1835—1874 годов, и номера применявшихся в них штемпелей.
| Город           | Французское название | Османская провинция | Страна (фактическая) | Даты открытия и закрытия ПО | «Малые цифры» | «Большие цифры» |
| --------------- | -------------------- | ------------------- | -------------------- | --------------------------- | ------------- | --------------- |
| Александрия     | Alexandrie           | Египет              | Египет               | 1837—1931                   | 3704          | 5080            |
| Александруполис | Dédéagh              | Турция              | Греция               | 1874—1915                   | отсутствуют   | 5155            |
| Бейрут          | Beyrouth             | Сирия               | Ливан                | 1840—1914                   | 3706          | 5082            |
| Брэила          | Ibraila              | Валахия             | Румыния              | 1857—1875                   | 4009          | 5087            |
| Варна           | Varna                | Турция              | Болгария             | 1857—1878                   | 4018          | 5103            |
| Волос           | Volo                 | Турция              | Греция               | 1857—1861, 1879—1881        | 4019          | отсутствуют     |
| Галац           | Galatz               | Молдавия            | Румыния              | 1857—1875                   | 4008          | 5085            |
| Гелиболу        | Gallipoli            | Турция              | Турция               | 1852—1872                   | 3767          | 5086            |
| Гиресун         | Kerassunde           | Турция              | Турция               | 1857—1914                   | 4011          | 5090            |
| Измир           | Smyrne               | Турция              | Турция               | 1835—1914                   | 3709          | 5098            |
| Инеболу         | Ineboli              | Турция              | Турция               | 1857—1876                   | 4010          | 5088            |
| Искендерун      | Alexandrette         | Сирия               | Турция               | 1852—1914                   | 3766          | 5079            |
| Кавала          | Cavalle              | Турция              | Греция               | 1874—1914                   | отсутствуют   | 5156            |
| Каир            | Le Caire             | Египет              | Египет               | 1865—1875                   | отсутствуют   | 5119            |
| Констанца       | Kustendjé            | Турция              | Румыния              | 1869—1879                   | отсутствуют   | 5139            |
| Лагос           | Port-Lagos (Lagos)   | Турция              | Греция               | 1874—1875, 1880—1898        | отсутствуют   | 5154            |
| Латакия         | Lattaquié            | Сирия               | Сирия                | 1852—1914                   | 3769          | 5091            |
| Мерсин          | Mersina              | Турция              | Турция               | 1852—1914                   | 3770          | 5092            |
| Митилини        | Mételin              | Турция              | Греция               | 1852—1872                   | 3771          | 5093            |
| Орду            | Ordou                | Турция              | Турция               | 1869—1876                   | отсутствуют   | 5097            |
| Порт-Саид       | Port-Saïd            | Египет              | Египет               | 1867—1931                   | отсутствуют   | 5129            |
| Родос           | Rhodes               | Турция              | Греция               | 1852—1877                   | 3772          | 5094            |
| Салоники        | Salonique            | Турция              | Греция               | 1857—1914                   | 4012          | 5095            |
| Самсун          | Samsoun              | Турция              | Турция               | 1857—1914                   | 4013          | 5096            |
| Синоп           | Sinope               | Турция              | Турция               | 1857—1869                   | 4014          | 5097            |
| Стамбул         | Constantinople       | Турция              | Турция               | 1840—1914                   | 3707          | 5083            |
| Сулина          | Sulina               | Турция              | Румыния              | 1857—1879                   | 4015          | 5099            |
| Суэц            | Suez                 | Египет              | Египет               | 1862—1888                   | отсутствуют   | 5105            |
| Текирдаг        | Rodosto              | Турция              | Турция               | 1872—1876                   | отсутствуют   | 5086            |
| Трабзон         | Trébizonde           | Турция              | Греция               | 1857—1914                   | 4016          | 5100            |
| Триполи         | Tripoli              | Сирия               | Ливан                | 1852—1914                   | 3773          | 5101            |
| Тулча           | Tulscha              | Турция              | Румыния              | 1857—1879                   | 4017          | 5102            |
| Чанаккале       | Les Dardanelles      | Турция              | Турция               | 1835—1914                   | 3708          | 5084            |
| Энез            | Enos                 | Турция              | Турция               | 1874—1875                   | отсутствуют   | 5153            |
| Яффа            | Jaffa                | Сирия               | Израиль              | 1852—1914                   | 3768          | 5089            |

### Марки для Османской империи

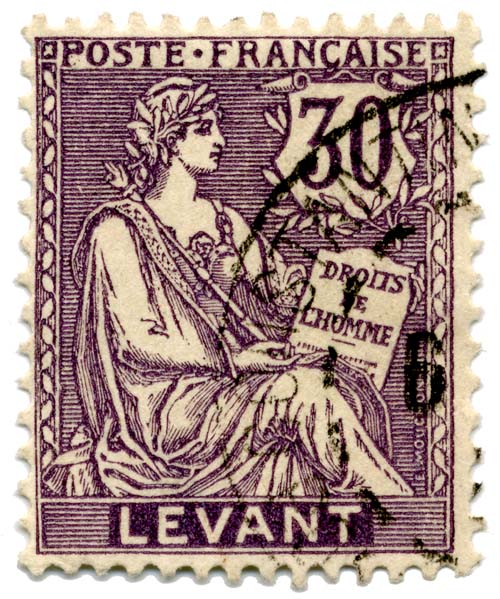
Марка Тип Мушон номиналом в 30 сантимов, 1903(Sc #30)

Начиная с 1885 года на серии французских марок типа Саж («Мир и торговля») были сделаны надпечатки новых номиналов в пиастрах (1, 2, 3, 4, 8 и 20), по курсу четыре пиастра за один франк. Эти марки предназначались для употребления в почтовых отделениях в Османской империи.
Марки типа Саж выпускались вплоть до 1901 года. Они получили своё название по имени автора их аллегорического рисунка, Жюля-Огюста Сажа (Jules-Auguste Sage). Гравёром марок этого типа был Луи-Эжен Мушон.

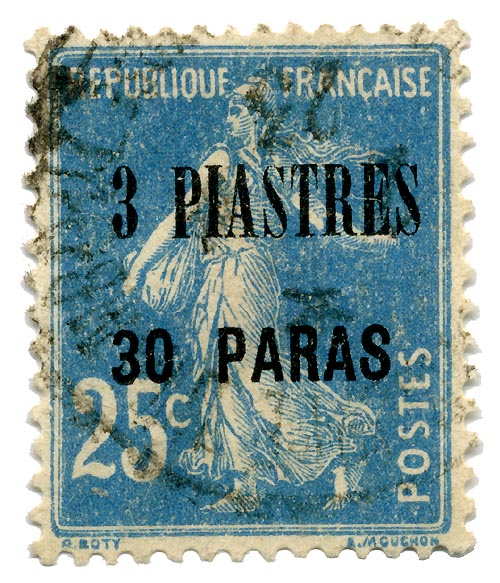
Надпечатка номинала в 3 пиастра 30 пара (1921) на марке Франции Тип Камея Сеятельница номиналом в 25 сантимов(Sc #44)

С 1902 по 1907 год эмитировались марки с рисунками трёх новых типов:
- Блан[фр.] — художника Жозефа Блана,
- Мушон[фр.] — художника Луи-Эжена Мушона,
- Мерсон[фр.] — художника Люка-Оливье Мерсона.

На всех марках стояла надпись «LEVANT» («Левант», или «Восток»), а номиналы были обозначены как в сантимах, так и во франках; на марках более высоких номиналов ставилась надпечатка стоимости в пиастрах. В 1905 году на почтовых марках типа Мушон, номиналом в 15 сантимов, в Бейруте была сделана надпечатка «1 Piastre / Beyrouth» («1 пиастр / Бейрут»).
В период с августа 1921 года по июль 1923 года на почтовых марках Франции, на этот раз типа Камея Сеятельница, а также Мерсон, были сделаны надпечатки номиналов от 30 пара до 75 пиастров.
С 1893 по 1903 год собственные почтовые марки также использовали четыре французских почтовых отделения в греческих городах Османской империи:
- Кавала (Cavalle),
- Дедеагач (Dédéagh; ныне Александруполис),
- Лагос (Port-Lagos) и
- Вати (Vathy; также Самос).

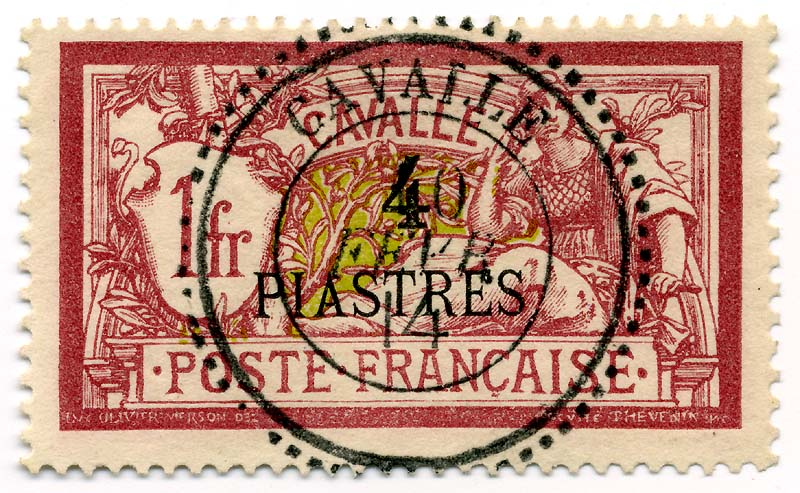
Кавала (1902): марка типа Мерсон[фр.] с надпечаткой нового номинала в 4 пиастра, погашенная там же (Sc #14)
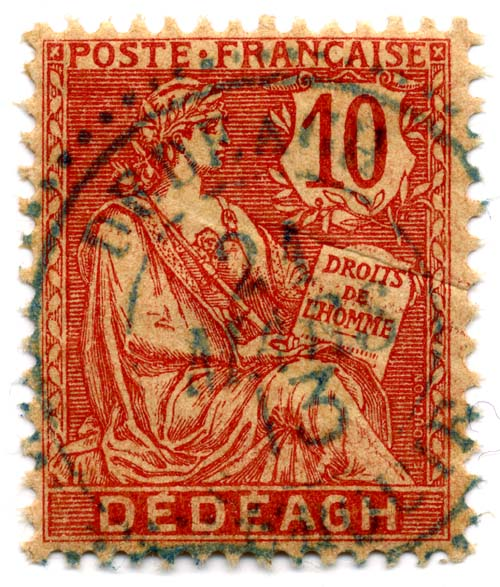
Дедеагач (1903): марка типа Мушон[фр.] номиналом в 10 сантимов, погашенная там же 21 марта 1913 года (Sc #10)
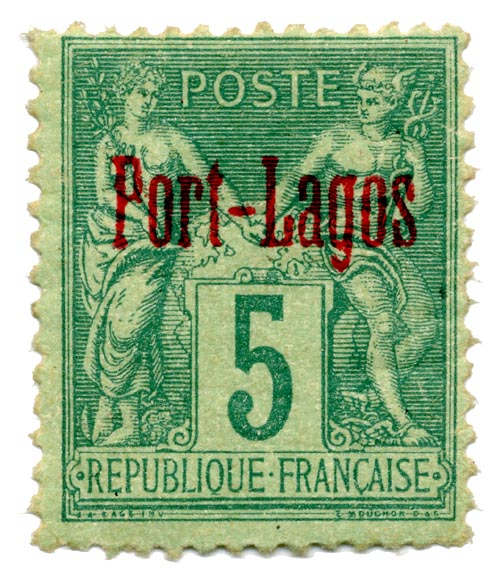
Лагос (1893): надпечатка «Port-Lagos» на марке типа Саж номиналом в 5 сантимов (Sc #1)
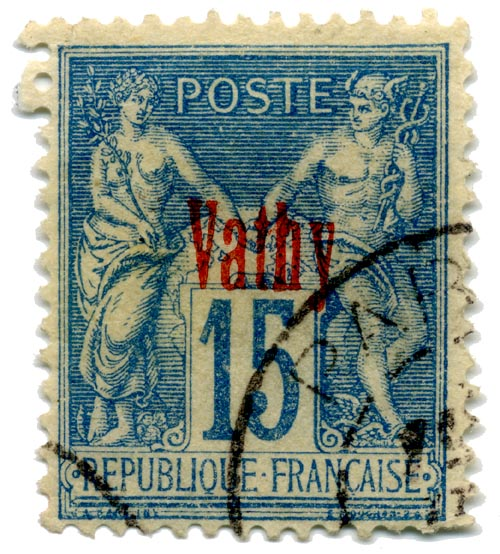
Вати (1894): надпечатка «Vathy» на марке типа Саж номиналом в  15 сантимов (Sc #4)

По данным Л. Л. Лепешинского (1967), всего за период с 1885 по 1923 год было выпущено 22 почтовые марки; каталог «Скотт» насчитывает большее число марок: 39 — основных только типов (без разновидностей), а также 15 — для Кавалы, 15 — для Дедеагача, 6 — для Лагоса и 9 — для Вати.

## Список почтовых отделений
За всё время функционирования французской почты на территории Османской империи существовало 36 почтовых отделений. Ниже приводится перечень основных отделений.
- Александретта (ныне Искендерун)
- Бейрут
- Варна
- Волос
- Галата
- Галлиполи (ныне Гелиболу)
- Дедеагач (ныне Александруполис)
- Иерусалим (ПО открыто в 1900 году[1])
- Кавала
- Кандия (ныне Ираклион)
- Канеа (ныне Ханья)
- Кастеллоризо (ныне Кастелоризо)
- Константинополь (ныне Стамбул)
- Кустендье (ныне Констанца)
- Лагос
- Латакия
- Мерсин
- Родос
- Родосто (ныне Текирдаг)
- Салоники
- Синоп
- Смирна (ныне Измир)
- Сулина
- Трапезунд (ныне Трабзон)
- Триполи
- Тулча
- Яффа